# Accord de désengagement entre Israël et la Syrie de 1974

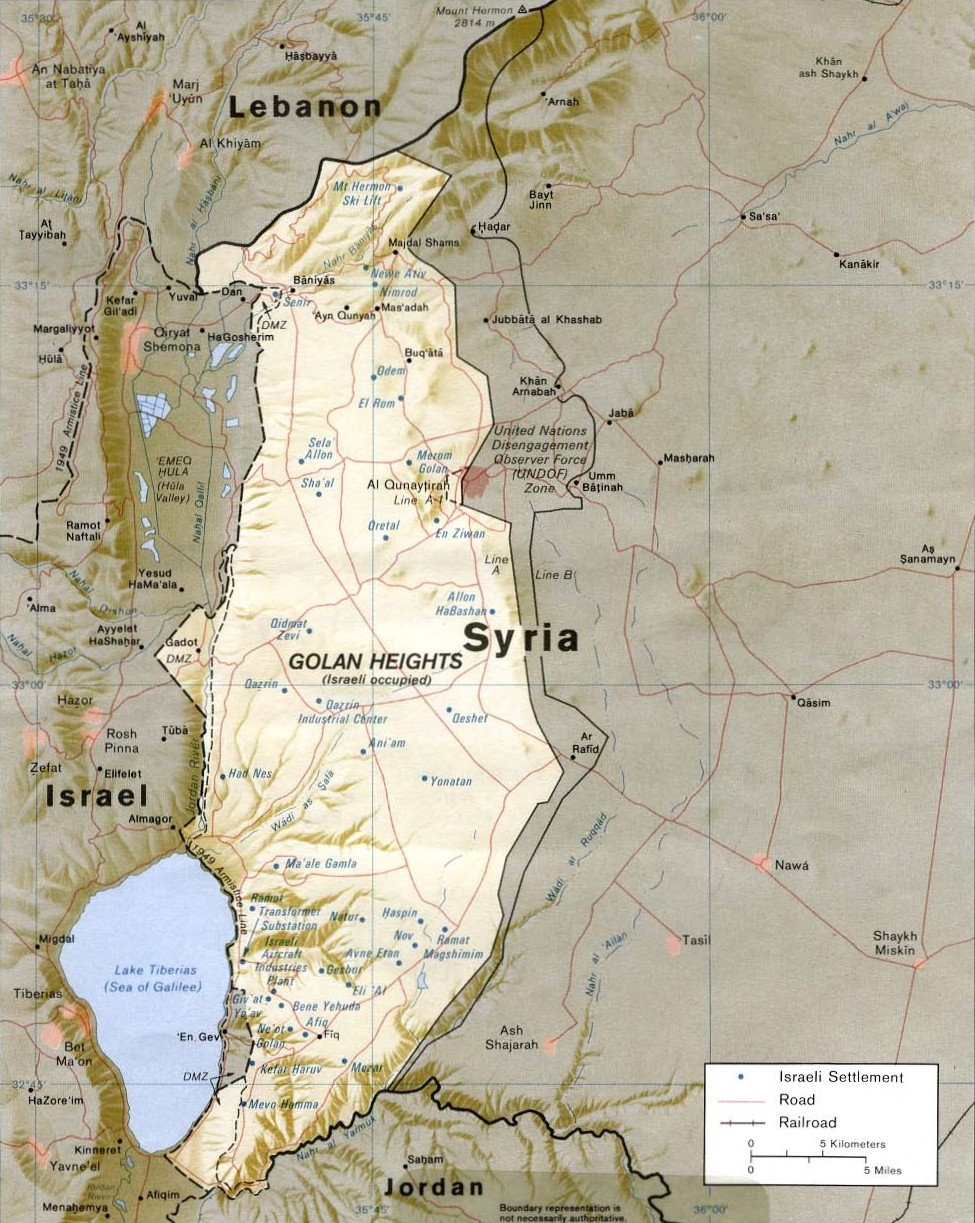
Les sites sur le Golan en bleu sont des colonies israéliennes. Les sites sur le Golan en noir sont des villages syriens. Les zones du Golan occupées par Israël sont de couleur claire tandis que celles sous contrôle syrien sont en gris.

L'accord sur le désengagement de 1974 (en hébreu הסכם הפרדת הכוחות בין ישראל לסוריה, haskem hapardet hakochot bin yisral lesuria, et en arabe اتفاقية فك الاشتباك بين سوريا وإسرائيل, aitifaqiat faki alaishtibak bayn suria wa'iisrayiyl) est un accord entre Israël et la Syrie signé le 31 mai 1974, qui a officiellement mis fin à la guerre du Kippour et à la période d'usure qui a suivi sur le front syrien. Après la chute du régime d'Assad, Israël a considéré l'accord comme nul et non avenu, ce qui a conduit aux incursions israéliennes en Syrie de 2024.

## Contexte
Dès l’entrée en vigueur du cessez-le-feu à la fin de la guerre du Kippour, à une époque où Israël contrôlait l’ensemble du territoire du plateau du Golan, y compris la zone que la Syrie contrôlait avant la guerre et qu’Israël avait conquise pendant la guerre. L'enclave se trouvait en face du nord du Golan, avec une largeur de 20 km et une superficie totale de 400 km² . La région comprenait de nombreux petits villages syriens ainsi qu'un cône volcanique et le sommet du mont Hermon. L'enclave se trouvait à une distance de 40 km de Damas.
Même si le cessez-le-feu temporaire a été officialisé, les deux camps ont continué à échanger des tirs, aggravant la situation. Ce conflit s’est poursuivi tout au long du processus de négociation et est devenu plus intense à chaque interruption. Les négociations ont été initiées à plusieurs reprises par la résolution 339 du Conseil de sécurité des Nations unies, dans la mesure où, dès le début, il y avait de multiples différends sur la procédure. En outre, les tensons se sont intensifiées lorsque l’accord de désengagement entre Israël et l’Égypte a finalement été signé en janvier 1974.
Israël a exigé qu'une liste de ses captifs détenus en Syrie soit publiée comme condition à la réouverture des négociations, et a demandé qu'ils soient autorisés à recevoir des soins médicaux de la Croix-Rouge si leur condition sanitaire le nécessite. La Syrie a rejeté cette demande, exigeant en échange une compensation territoriale. L'ex-secrétaire d'État américain Henry Kissinger est venu faire un court voyage entre Jérusalem et Damas en février 1974 (il écrira plus tard dans ses mémoires qu'il avait décidé de jouer la médiation en raison de la pression du président égyptien Anouar el-Sadate et du dirigeant de l'Arabie saoudite, qui souhaitaient mettre un terme à la guerre du Kippour et à la crise pétrolière). Le 27 février 1974, H. Kissinger revient de Damas avec une liste de prisonniers, suite à une promesse faite aux Syriens que Qouneitra leur sera restituée, et entame alors des négociations formelles.
La guerre d'usure s'est considérablement intensifiée dans les mois qui ont suivi, et entre mars et mai, il y a eu plus d'un millier d'incidents différents, y compris des bombardements massifs sur des villes du Golan ainsi que des tirs constants sur les forces de défense israéliennes et des batailles pour le contrôle du mont Hermon. Tout au long de cette période, les craintes de voir les combats se transformer en guerre à grande échelle ont retardé de plusieurs mois la libération des unités de réserve israéliennes. Les Syriens ont exigé le retrait israélien de vastes territoires du Golan qu'ils avaient perdus.
Après ces tensions, Israël a accepté de se retirer de tous les territoires occupés pendant la guerre, soit environ 25 km² du côté israélien de la Ligne Violette (ligne d'armistice de 1967). En échange, une zone de 235 kilomètres carrés de la Force des Nations unies chargée d'observer le désengagement a été créée du côté syrien de cette ligne. D'après les témoignages des participants aux négociations, des marchandages ont eu lieu sur les moindres détails jusqu'à la signature de l'accord à Genève le 31 mai 1974 (plus de sept mois après la déclaration du cessez-le-feu). Les négociations ont conduit à de nombreux malentendus et ont indirectement provoqué des crises d'incendies, comme lorsque Israël a accepté de rendre à la Syrie le contrôle de Quneitra, la Syrie a interprété cela comme si la zone mentionnée incluait les montagnes d'Avital et de Bental, alors qu'Israël n'entendait parler que de la zone de la ville elle-même. Les négociations se sont poursuivies sous la pression constante des américains sur Israël.

## Détails et mise en œuvre
Il a été décidé dans l'accord que les deux pays maintiendront le cessez-le-feu et restitueront immédiatement les prisonniers de guerre des deux côtés. Ensuite, Israël se retirera de toutes les zones enclavées et du sommet de l'Hermon qu'il occupait pendant la guerre, ainsi que d'une superficie d'environ 25 km2 autour de la ville de Quneitra et d'autres petites zones occupées pendant la guerre des Six Jours. Finalement, deux lignes de séparation ont été mises en place : israélienne (marquée en bleu) et syrienne (marquée en rouge), comprenant une ligne de 235 km2 de la zone tampon de la Force des Nations unies chargée d'observer le désengagement, du côté syrien. L'accord stipule que les civils syriens contraints de quitter leurs maisons dans la zone tampon pourront y retourner, car il s'engage à lutter contre les activités terroristes sur les hauteurs du Golan. Ces deux engagements ont été pris oralement auprès des États-Unis. À la suite de cet accord, la Force des Nations Unies chargée d'observer le désengagement a établi une zone tampon, qui a affecté 1043 soldats à la surveillance de la zone tampon.
Les prisonniers ont été libérés immédiatement après la signature de l’accord de désengagement (du 1er au 6 juin 1974) et Israël s’est retiré du mont Hermon et des zones enclavées dans la zone. La nouvelle ligne de séparation a été achevée le 26 juin 1974.

## Conséquences
L'accord de désengagement entre Israël et la Syrie a non seulement duré plus de 45 ans, mais est entré en vigueur dès le moment de sa signature. Il s’agit de l’accord continu le plus long et le plus réussi qu’Israël ait jamais conclu avec un pays arabe à ce jour.
Cependant, après la chute du régime d'Assad en décembre 2024, le Premier ministre israélien Benjamin Netanyahu a déclaré que l'accord s'était « effondré ». Par la suite, les Forces de défenses israéliennes ont capturé des avant-postes dans le secteur syrien du mont Hermon, qui faisait partie de la zone tampon de la Force des Nations Unies chargée d'observer le désengagement en vertu de l'accord.